# Diocesi di Datong
La diocesi di Datong (in latino: Dioecesis Tatomensis) è una sede della Chiesa cattolica in Cina suffraganea dell'arcidiocesi di Taiyuan. Nel 1950 contava 7.702 battezzati su 1.000.000 di abitanti. La sede è vacante.

## Territorio
La diocesi comprende parte della provincia cinese dello Shanxi.
Sede vescovile è la città di Datong, dove si trova la cattedrale del Cuore Immacolato di Maria.

## Storia

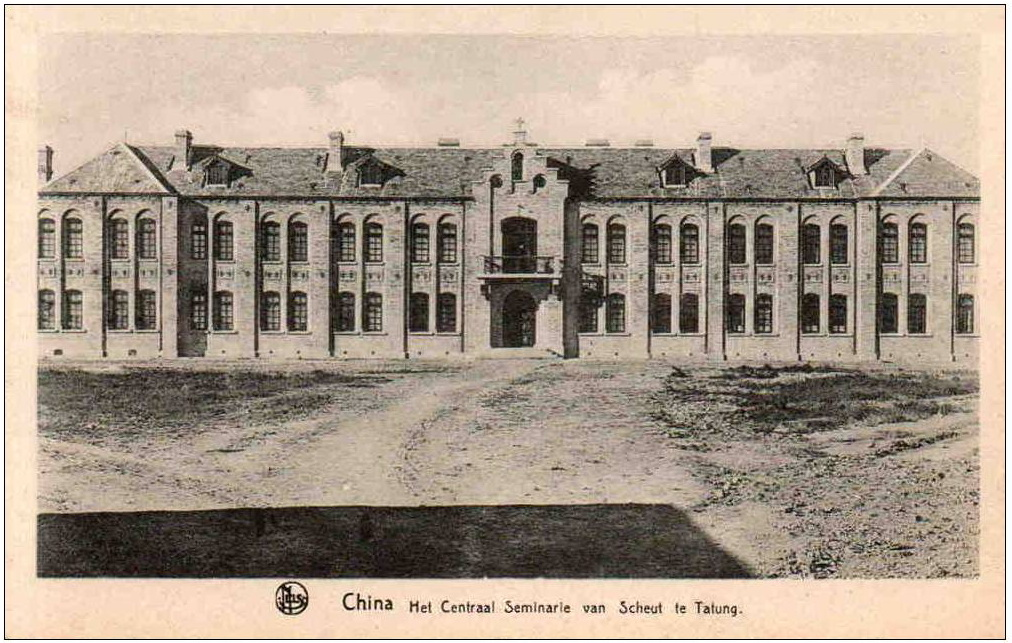
Seminario di Datong (Tatung) negli anni 1930.

La prefettura apostolica di Datongfu fu eretta il 14 marzo 1922 con il breve Concreditum Nobis di papa Pio XI, ricavandone il territorio dal vicariato apostolico del Shansi Settentrionale (oggi arcidiocesi di Taiyuan).
Il 17 giugno 1932 la prefettura apostolica fu elevata a vicariato apostolico con il breve Ut prosperitati spirituali del medesimo pontefice.
L'11 aprile 1946 il vicariato apostolico è stato elevato a diocesi con la bolla Quotidie Nos di papa Pio XII.
Dall'8 luglio 1990 fu vescovo di Datong, affiliato all'Associazione patriottica cattolica cinese, Guo Yingong, non riconosciuto dalla Santa Sede e deceduto nel 2005.

## Cronotassi dei vescovi
Si omettono i periodi di sede vacante non superiori ai 2 anni o non storicamente accertati.
- Gerard-Joseph Hoogers, C.I.C.M. † (3 marzo 1923 - 28 settembre 1931 dimesso)
- Franciscus Joosten, C.I.C.M. † (21 giugno 1932 - 20 novembre 1947 dimesso[2])
  - Sede vacante
  - Alfons Van Buggenhout, C.I.C.M. † (31 marzo 1950 - 10 dicembre 1983 deceduto) (amministratore apostolico clandestino, senza carattere episcopale)[3]
  - Thaddeus Guo Yingong † (8 luglio 1990 consacrato - 4 gennaio 2005 deceduto) (vescovo ufficiale)

## Statistiche
La diocesi nel 1950 su una popolazione di 1.000.000 di persone contava 7.702 battezzati, corrispondenti allo 0,8% del totale.
| anno | popolazione | popolazione | popolazione | presbiteri | presbiteri | presbiteri | presbiteri                | diaconi | religiosi | religiosi | parrocchie |
| anno | battezzati  | totale      | %           | numero     | secolari   | regolari   | battezzati per presbitero | diaconi | uomini    | donne     | parrocchie |
| ---- | ----------- | ----------- | ----------- | ---------- | ---------- | ---------- | ------------------------- | ------- | --------- | --------- | ---------- |
| 1950 | 7.702       | 1.000.000   | 0,8         | 13         | 6          | 7          | 592                       |         |           |           | 16         |